# Ванеевы
 Ванеевы  — деревня в Котельничском районе Кировской области в составе Красногорского сельского поселения.

## География
Располагается на расстоянии примерно 1 км по прямой на северо-восток от центра поселения села  Красногорье.

## История
Известна была с 1678 года как починок Гоголевский с 1 двором, в 1764 году 73 жителя, в 1873 году здесь (починок Гоголевский или Ванеевы) было учтено дворов 12 и жителей 104, в 1905 18 и 135, в 1926 (уже деревня Ванеевы или Гоголевский) 23 и 110, в 1950 15 и 57, в 1989 оставалось 6 человек. Настоящее название утвердилось с 1939 года.

## Население
Постоянное население  составляло 1 человек (русские 100%) в 2002 году, 0 в 2010.